# Palmetto (filme)
Palmetto (Brasil: Crime em Palmetto / Portugal: Tiro pela Culatra) é um filme policial de mistério e suspense neo-noir de 1998, dirigido por Volker Schlöndorff com roteiro de E. Max Frye. É baseado no romance de 1961, Just Another Sucker, de James Hadley Chase. O filme é estrelado por Woody Harrelson, Elisabeth Shue e Gina Gershon.

## Sinopse
Harry Barber está cumprindo pena na prisão depois de ser enquadrado em um escândalo de corrupção.
Antes de ser preso, ele era repórter de um jornal da Flórida que descobriu uma corrupção generalizada no governo local. Depois de rejeitar um suborno que teria garantido seu silêncio, Harry encontra os fundos depositados em sua conta bancária e ele é imediatamente preso. Agora, dois anos depois, ele é libertado quando o testemunho de um ex-policial o justifica.
Embora ele seja amargo com as autoridades da cidade, Harry volta para Palmetto com sua namorada Nina, que estava esperando pacientemente por ele. Incapaz de encontrar um emprego, ele passa seus dias descansando em um bar local. Rhea Malroux, a muito atraente esposa do homem mais rico da cidade, lhe oferece um emprego: ajude ela e sua filha Odette a enganar o velho homem lhe roubando US$500,000 com um esquema de seqüestro falso, no qual Harry receberia dez por cento.
Tentado pelos encantos sedutores de Rhea e pela perspectiva de dinheiro rápido, Harry segue o plano. Mas quando Odette acaba morta, e todas as indicações apontam para Harry como o assassino, ele se vê numa encruzilhada.

## Elenco
- Woody Harrelson como Harry Barber
- Elisabeth Shue como Sra. Donnelly/Rhea Malroux
- Gina Gershon como Nina
- Rolf Hoppe como Felix Malroux
- Michael Rapaport como Donnely
- Chloe Sevigny como Odette
- Tom Wright como John Renick
- Marc Macaulay como Miles Meadows
- Joe Hickey como advogado
- Ralph Wilcox como juiz
- Peter Paul DeLeo como Bartender
- Richard Booker como Billy Holden

## Recepção
O filme possui uma classificação de 38% no site de críticas Rotten Tomatoes, com base em 32 críticas. Apesar das críticas negativas, foi elogiado por suas cenas de sexo.